# Юрский музей
Ю́рский музе́й (нем. Jura-Museum) — палеонтологический музей, расположенный в городе Айхштетт (Германия). В музее выставлены окаменелости юрского периода, найденные в известняке, добываемом на территории общины Зольнхофен. Среди экспонатов — останки птерозавров, археоптерикса, юравенатора и др.
В музее установлены аквариумы с «живыми ископаемыми» (наутилусами, мечехвостами, рыбами семейства панцирниковых), что позволяет провести наглядное сравнение фауны юрского периода с современными животными.

## Экспонаты музея

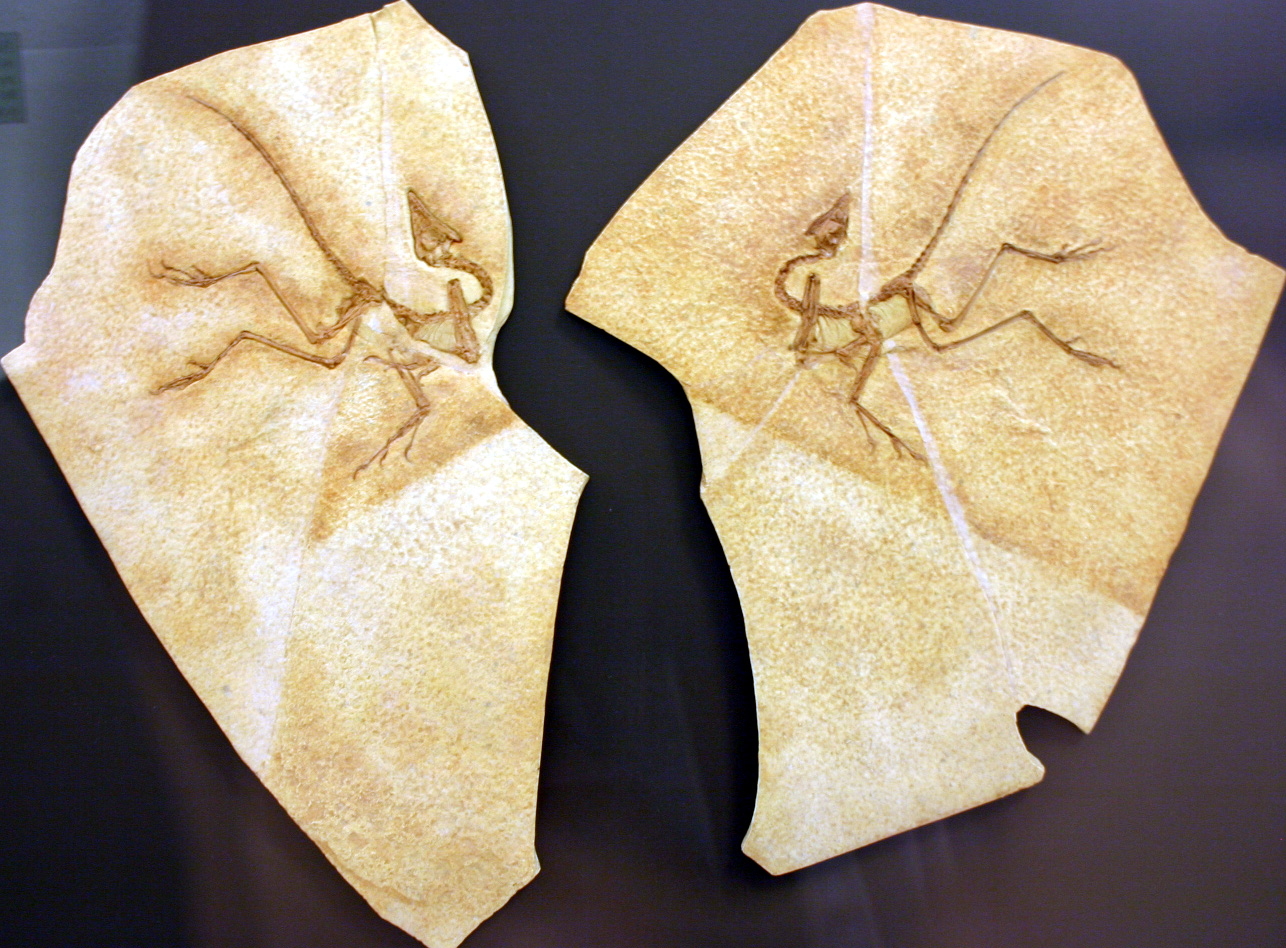
«Айштадтский экземпляр» археоптерикса
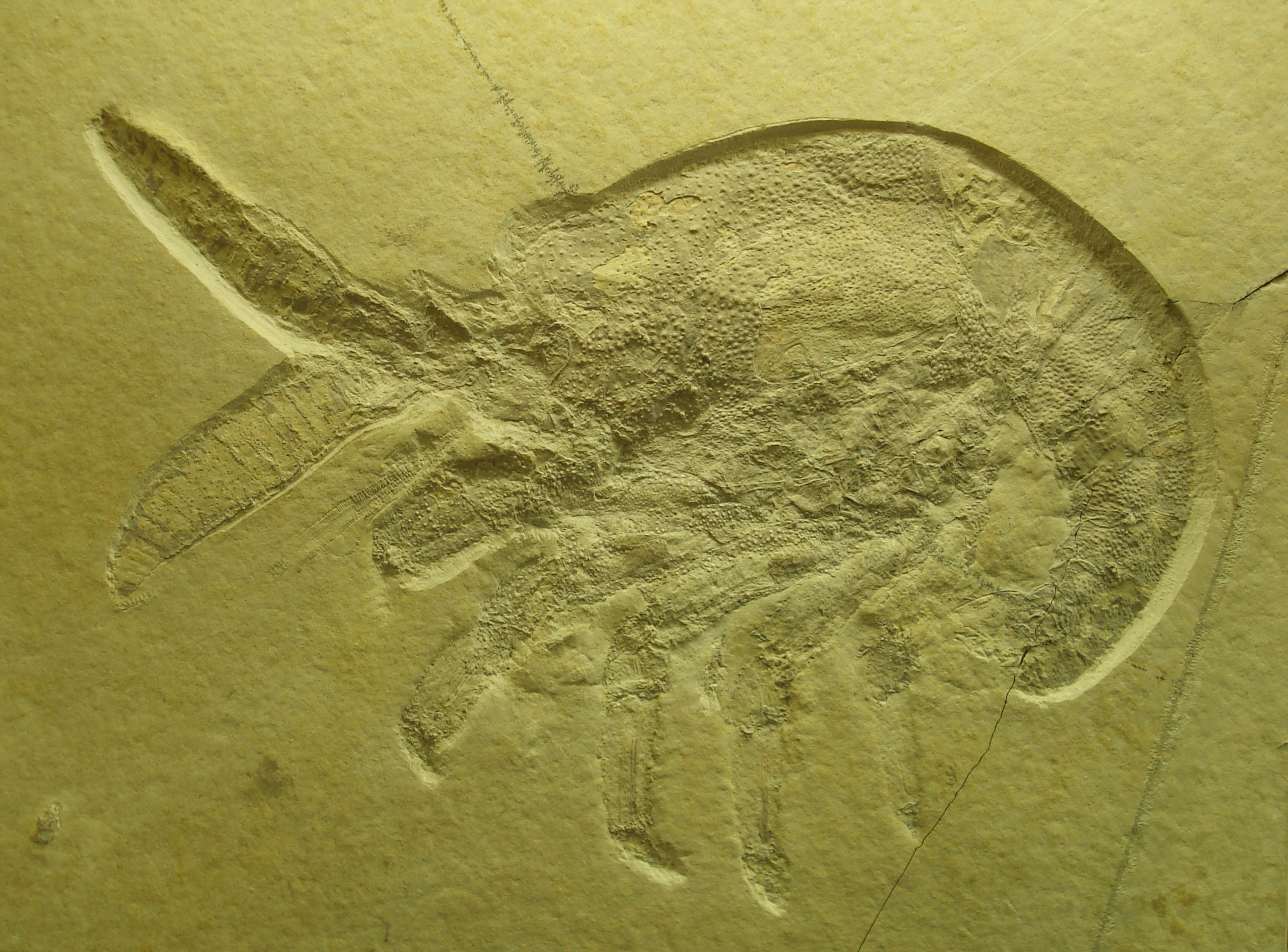
Cancrinos claviger
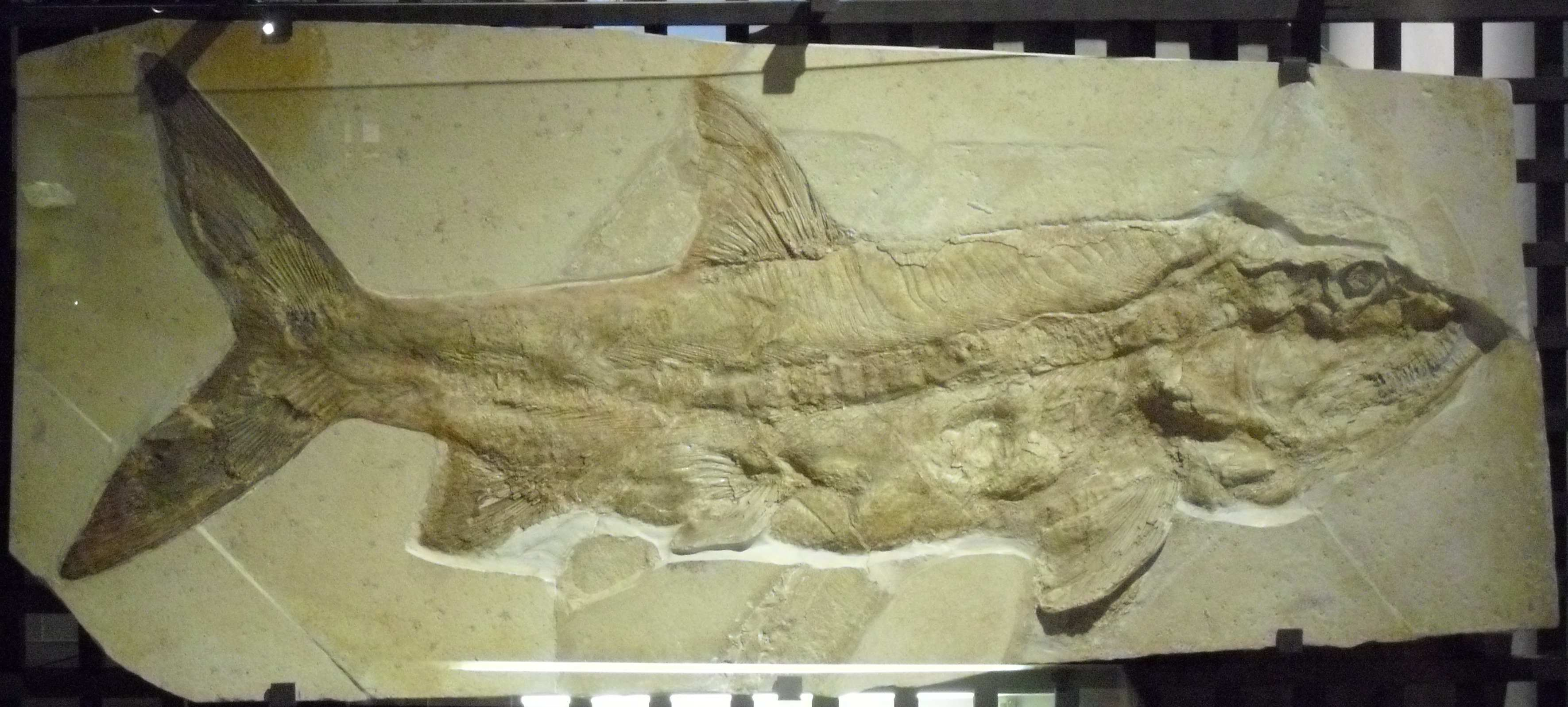
Caturus giganteus
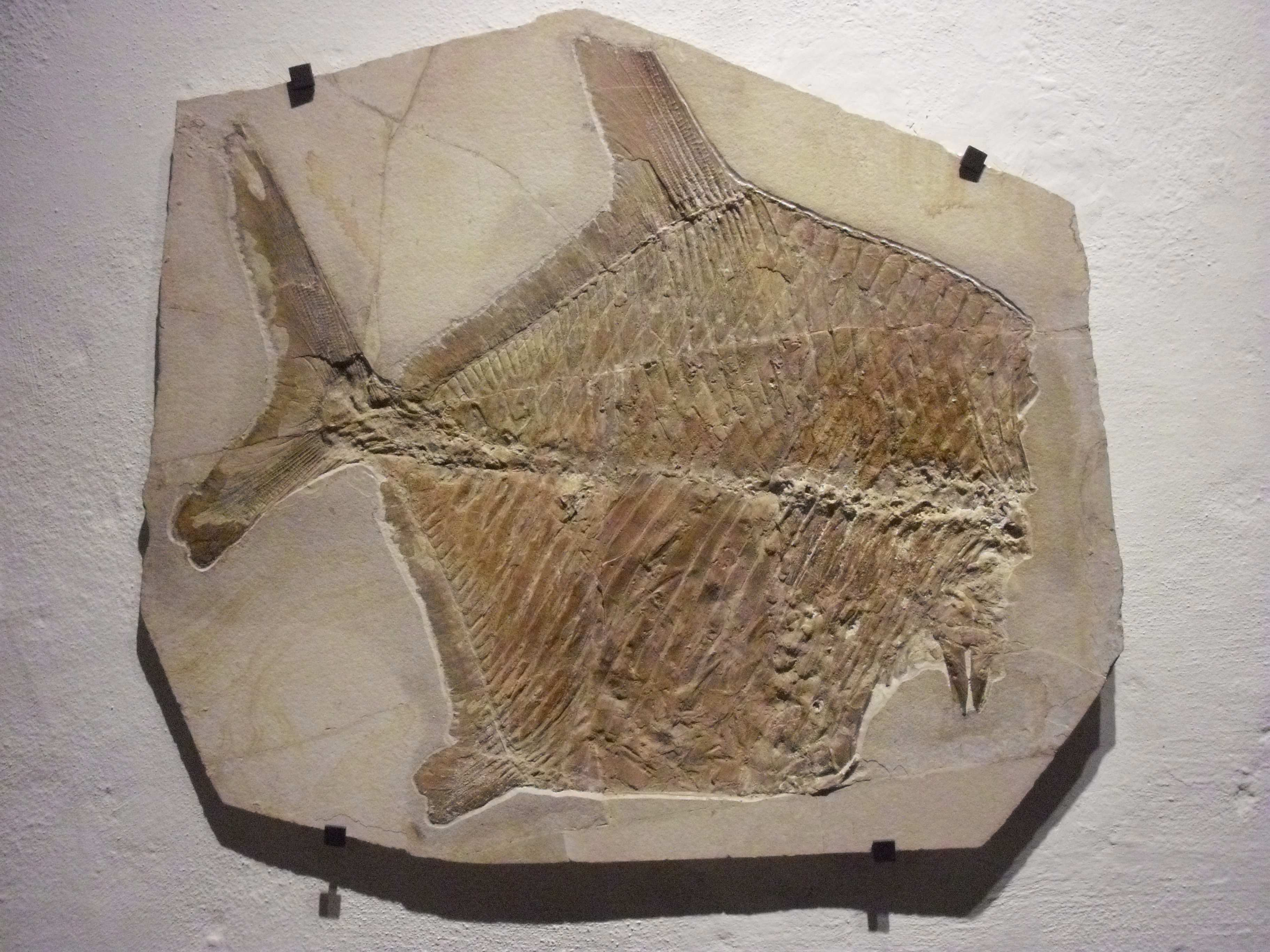
Gyrodus circularis
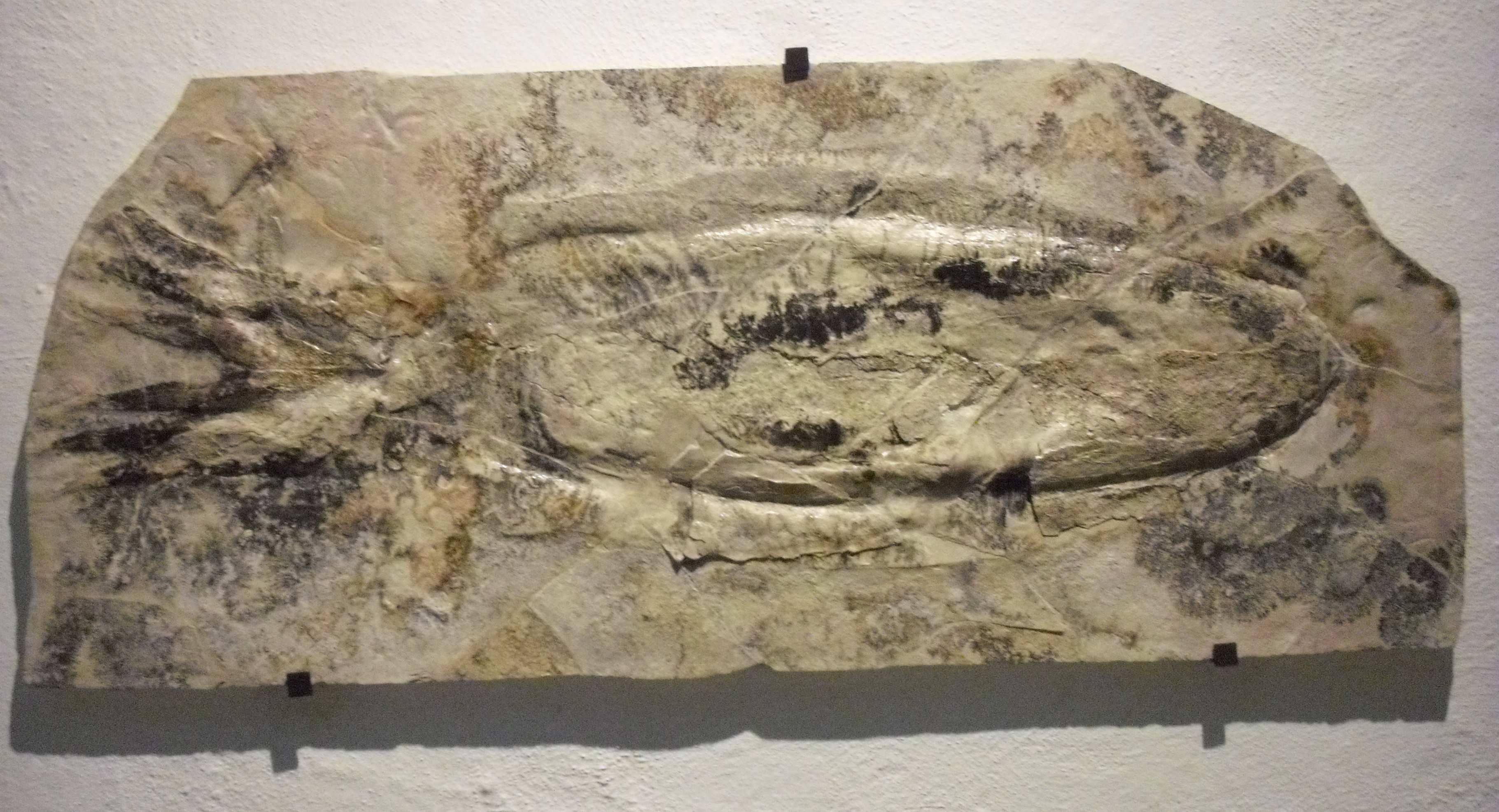
Leptoteuthis gigas
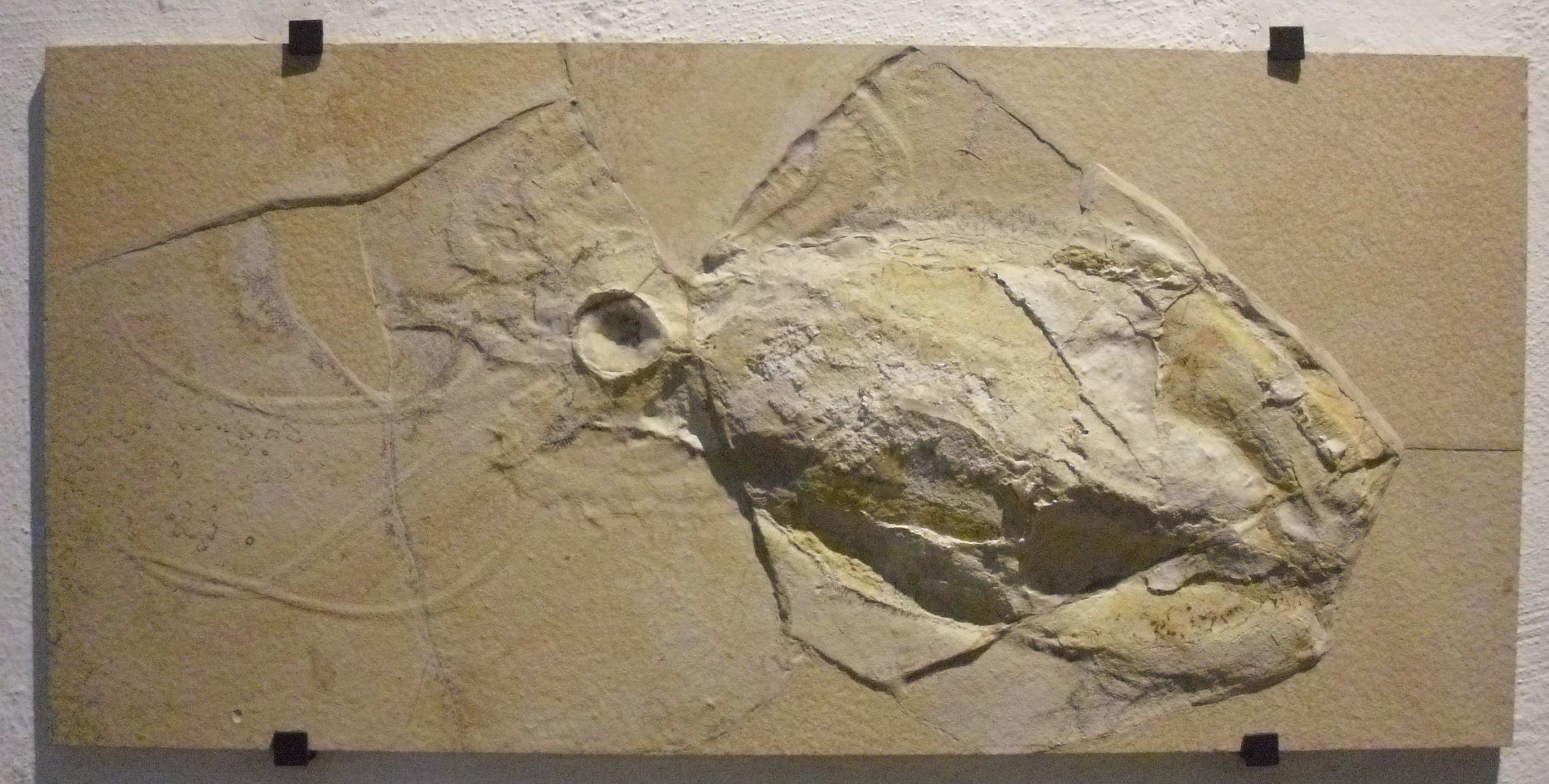
Trachyteuthis hastiformis
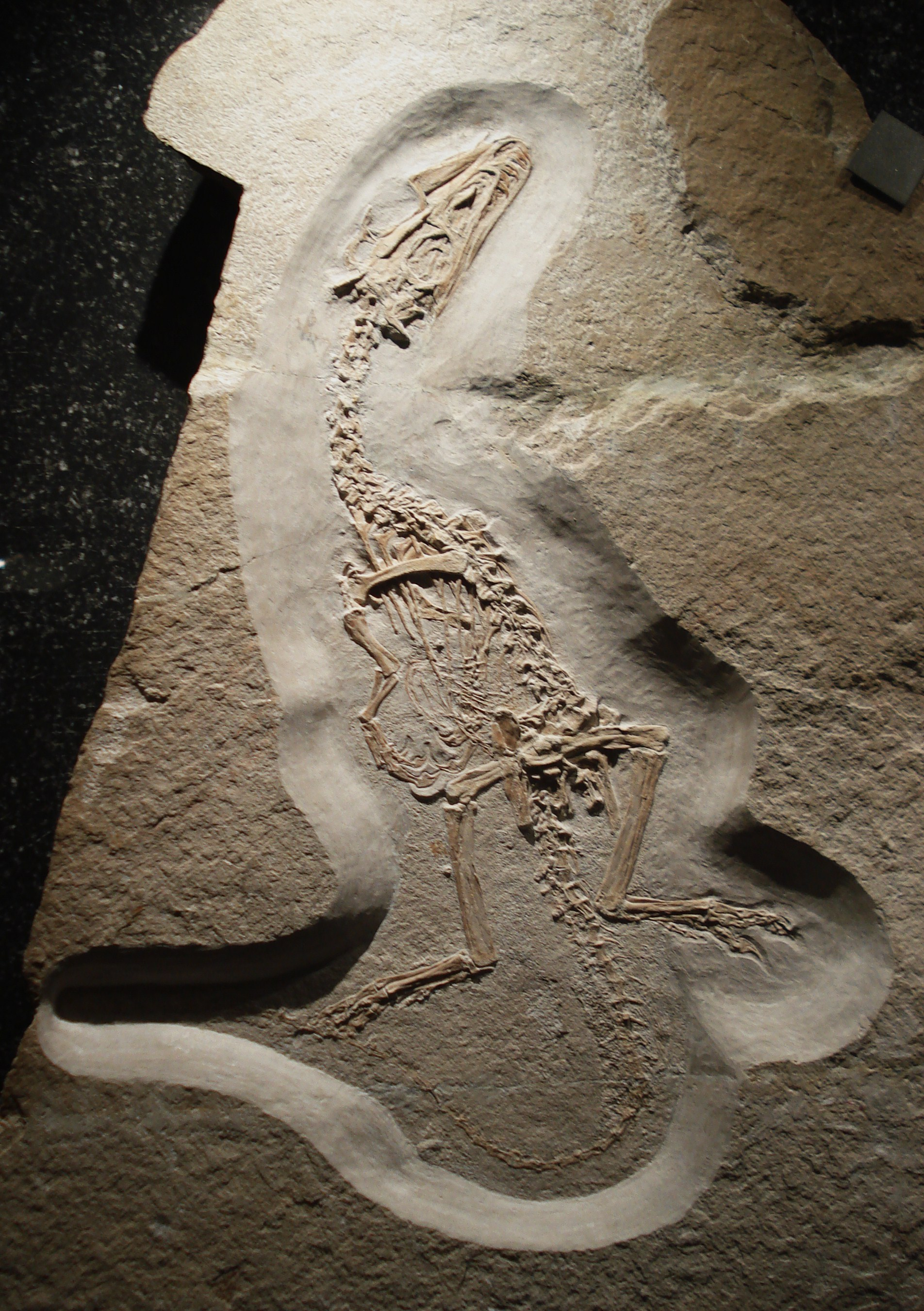
Juravenator starkae — голотип
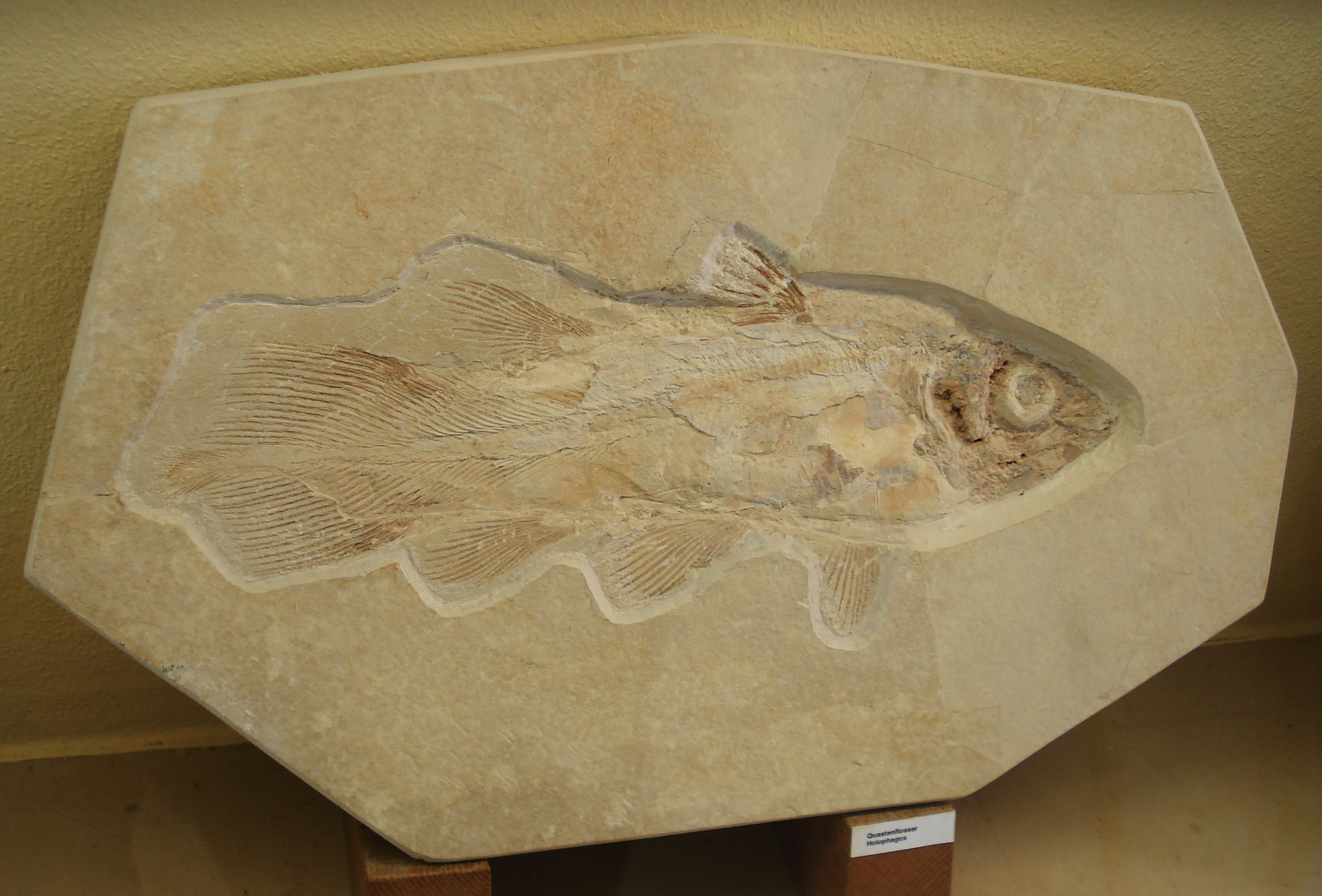
Holophagus